# 109 Virginis
109 Virginis é a sétima estrela mais brilhante da constelação Virgo. É uma estrela da sequência principal de tipo A com uma magnitude aparente de +3,73. Está a cerca de 129 anos-luz da Terra.